# ATunes
aTunes es un reproductor de audio libre con MPlayer como motor de playback. aTunes soporta MP3, Ogg Vorbis, FLAC y otros formatos de audio. aTunes permite a los usuarios editar etiquetas, organizar audio y ripear audio-CD fácilmente.

## Funciones

### Biblioteca de medios
- aTunes es capaz de manejar listas de reproducción con miles de canciones.
- Una opción de filtrado permite buscar artistas concretos, álbumes o géneros musicales. La función arrastrar y soltar está disponible para arrastrar canciones desde el navegador o el gestor de archivos.
- Las listas de reproducción inteligentes ("Smart") están admitidas.[1]
- La biblioteca está organizada por múltiples columnas como: título, artista, álbum o género, que pueden ser mostradas o escondidas. El navegador del programa puede ser mostrado como un árbol jerárquico, o un conjunto de carpetas o carátulas.

### Formatos soportados
- aTunes es capaz de leer los siguientes formatos multimedia: FLAC, MP3, MP4, OGG, WMA, WAV, APE, MPC, CUE, mac.
- También es soportada la radio en línea (streaming).
- Además, se pueden abrir y guardar listas de reproducción M3U.

### Etiquetamiento
- aTunes usa una ventana de edición de etiquetas para editar etiquetas MP3, OGG, FLAC, WMA, MP4, ra o rm. Es capaz de mostrar imágenes incrustadas en etiquetas ID3v2.
- Posee herramientas de edición automática de etiquetas: ordenar por número de pista automáticamente, ordenar por género musical automáticamente.

### Estadísticas
- Los usuarios pueden ver varios datos sobre sus hábitos de escucha de música tales como las canciones más reproducidas o las nunca escuchadas. Estos datos se muestran como gráficos de barras o de tarta.[1]

### Audio CD
- Es posible ripear música desde CD de audio y codificarla a los formatos FLAC, MP3, OGG y WAV. El codificador AAC Nero es soportado opcionalmente. aTunes tiene la función de obtener automáticamente los nombres de las pistas de Amazon.

### Sincronización
- Vista de dispositivos
  - aTunes es capaz de conectar un reproductor portátil o cualquier cosa que pueda ser montada como sistema de archivos, y ver su contenido, copiar a un repositorio, sincronizar, etc. No es capaz de sincronizar con iPods.[2]

### Favoritos
- Canciones, álbumes o artistas pueden ser seleccionados (marcados) como favoritos.
- Los elementos marcados se muestran en la pestaña correspondiente (“Favoritos”) en el navegador.

### Pódcast
- Se puede suscribir uno a sus podcasts favoritos y escucharlos en aTunes.

### Internet
- aTunes tiene una herramienta para buscar artistas en diferentes webs tales como YouTube, Google Video y Wikipedia. También se integra en Last.fm y AudioScrobbler.[1]

### Vistas de interfaz
- Además de la vista estándar con todos los controles y funciones, hay una vista de multi-ventana que permite a cada elemento (navigator, playlist, context information) ser mostrado en una ventana separada que puede ser localizada y ordenada individualmente. Un modo de pantalla completa está disponible y el reproductor puede ser enviado al área de notificación. Los colores de aTunes se pueden cambiar eligiendo un tema (piel) distinto.

### Traducciones
- aTunes está disponible en árabe, alemán, chino simplificado, chino tradicional, checo, español, francés, gallego, griego, inglés, húngaro, italiano, japonés, neerlandés, noruego, portugués (tanto europeo como brasileño), ruso, eslovaco, sueco, turco, y ucraniano.

## Parodia
aTunes es una parodia de iTunes ,que por casualidad tiene nombre homónimo a esta empresa, aTunes.